# Swietłyj Jar
Swietłyj Jar – osiedle typu miejskiego w Rosji, w obwodzie wołgogradzkim. W 2010 roku liczyło 12 537 mieszkańców.